# ماه‌گرفتگی اکتبر ۲۰۱۴
ماه‌گرفتگی ۸ اکتبر ۲۰۱۴ (۱۶ مهر ۱۳۹۳)، یک ماه‌گرفتگی کلی بود که در آمریکا، استرالیا و شرق آسیا رخ داد.

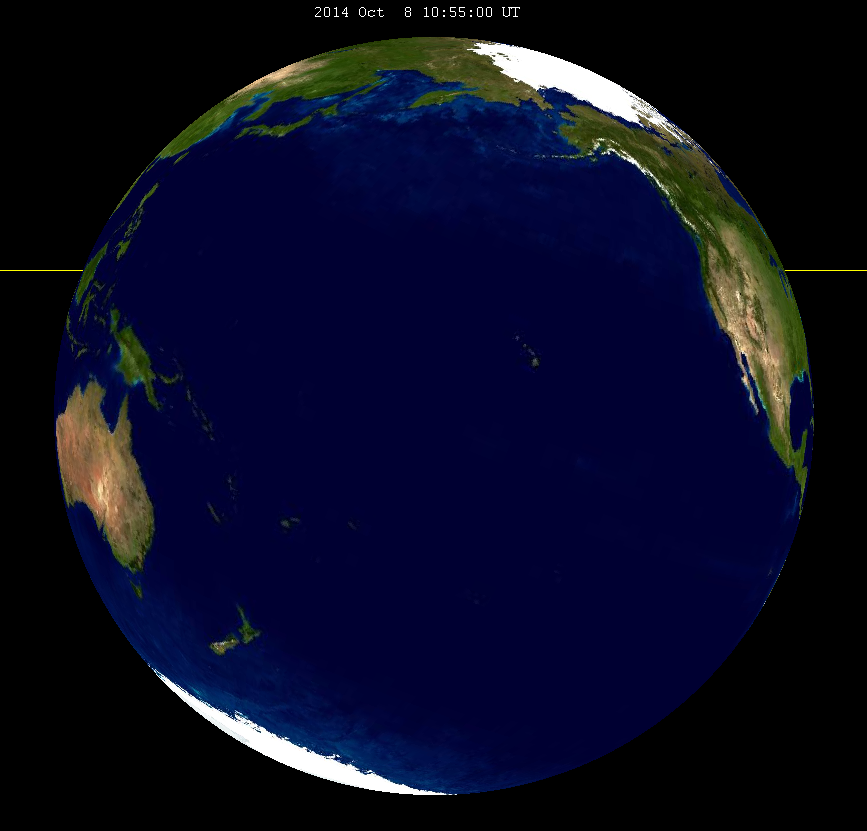
نمای زمین از کره ماه هنگام اوج گرفت. این ماه گرفتگی از آمریکا، استرالیا و شرق آسیا قابل رویت بود.
